# Peter Caddy
Peter Caddy (Londres, 20 de Março de 1917 – Meersburg, 18 de Fevereiro de 1994) foi um ex-militar britânico, espiritualista, cofundador da Fundação Findhorn.

## Biografia
Tendo estudado em Harrow, estagiou como director na J. Lyons & Company, e foi membro da Ordem Rosacruz Crotona Fellowship. No início da Segunda Guerra Mundial foi fazer uma comissão, como oficial, nos serviços alimentares da RAF (Força Aérea Britânica) na qual esteve ao serviço desde 1940 até 1955. Em 1948, depois de se ter divorciado da sua primeira mulher, casou com Sheena Govan.
Em 1951, de visita a Jerusalém, Peter ouviu uma voz interior dizendo-lhe: “Eileen é a tua outra metade”, então, perguntou a Deus: “Se Eileen e eu estamos destinados a ficar juntos, como iremos ultrapassar a total ausência de atracção emocional e física?” Em 1957 casa-se com Eileen Caddy.
De 1957 a 1961 foi gerente do Hotel Cluny Hill, próximo de Forres, na Escócia.
Durante um período de desemprego, a partir de 1962, Peter Caddy começou uma experiência com jardinagem orgânica, a fim de poder sustentar a família. O jardim, próximo de Findhorn, na Escócia, desenvolveu-se de tal forma que atraíu as atenções a nível nacional. Peter atribuiu o seu sucesso às práticas espirituais, tendo começado a formar uma comunidade ao redor da sua família juntamente com a sua amiga Dorothy Maclean.
Em 1979, Peter, abandonou a comunidade que havia ajudado a fundar, tendo ido para os Estados Unidos da América onde deu início na Califórnia a uma comunidade do género da de Findhorn.
Faleceu num  acidente de viação em 1994.